# Klemencja
Klemencja – imię żeńskie pochodzenia łacińskiego, żeński odpowiednik imienia Klemens. Imieniny obchodzi 21 marca.
Patronką tego imienia jest św. Klemencja, dziewica. W Polsce imię to zostało zapisane po raz pierwszy w 1265, czyli dużo wcześniej od pokrewnej Klementyny, która rozpowszechniła się dopiero w XVIII wieku, ale obecnie jest mniej od Klementyny znane.

## Imienniczki
- Klemencja Węgierska (1293–1328) – królowa Francji,
- Clémence Calvin – francuska lekkoatletka,
- Clémence Grimal – francuska snowboardzistka,
- Clémence Poésy – francuska aktorka,
- Clémence Saint-Preux – francuska piosenkarka.